# Distrito Municipal de Taber
Taber es un distrito municipal canadiense situado en la provincia de Alberta.

## Superficie
Taber tiene una superficie de 4160,47 km².

## Demografía
En 2021, tenía 7447 habitantes, una densidad poblacional de 1,8 hab./km², y 2119 viviendas.